# 兵庫県立三木総合高等学校
兵庫県立三木総合高等学校（ひょうごけんりつみきそうごうこうとうがっこう）は、兵庫県三木市別所町小林に位置する県立高等学校。

## 設置学科
- 総合学科

## 沿革
- 2025年4月1日 - 兵庫県立三木東高等学校と兵庫県立三木北高等学校と兵庫県立吉川高等学校を統合し、開校。[2]